# Castelnuovo Bocca d’Adda
Castelnuovo Bocca d’Adda ist eine Gemeinde mit 1531 Einwohnern (Stand 31. Dezember 2023) in der Provinz Lodi in der italienischen Region Lombardei. Der Ort hat seinen Namen „Bocca d'Adda“ (Adda-Mündung) vom unmittelbar benachbarten Mündungspunkt des Adda in den Po.

## Ortsteile
Im Gemeindegebiet liegt neben dem Hauptort der Ortsteil Sant’Antonio-Falcone.

Kapelle der „Madonna della Campagna“ in Castelnuovo Bocca d'Adda